# Dřevoryt

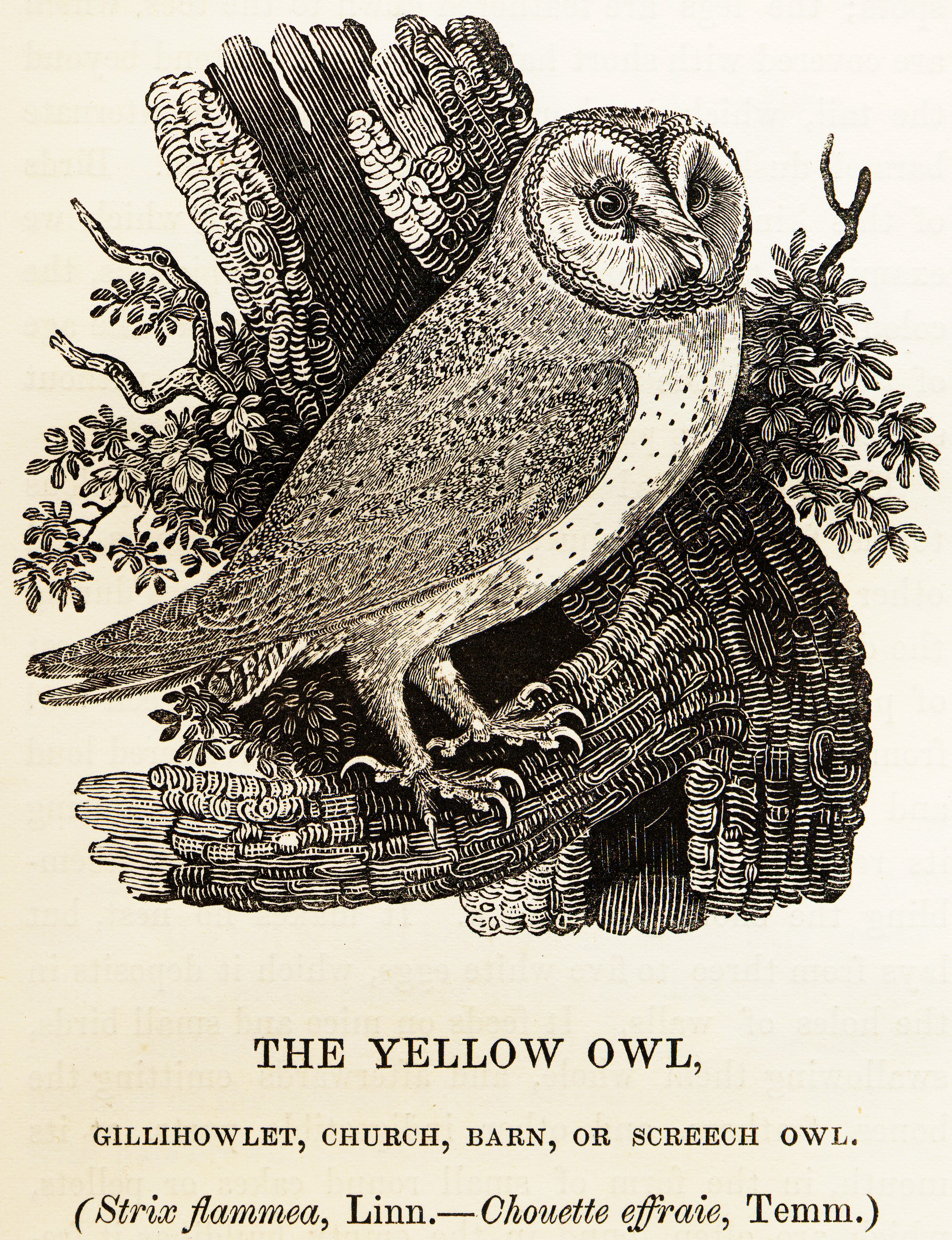
Dřevoryt T. Bewicka

Dřevoryt (xylografie) je grafická technika tisku z výšky, zdokonalil a rozšířil ji britský mědirytec Thomas Bewick ve 3. čtvrtině 18. století.

## Historie
Roku 1775 dostal mladý mědirytec Thomas Bewick cenu Society for the Encouragement of the Arts v Londýně, na základě ilustrace Studie honce zaslané jeho mistrem Beilbym. Pracoval mědiryteckými rydly a jako matrici užil vyhlazenou zimostrázovou destičku, uříznutou napříč kmene. Tato technika se velice rychle rozšířila po Evropě pod jménem dřevoryt nebo xylografie. Na rozdíl od dřevořezu, kde matrice může být zhotovena i z měkčího dřeva (lípa, topol) a je nařezána podél let jako prkno, umožňuje dřevoryt bohatší modelaci a stínování obrazu díky tvrdosti dřeva (zimostráz, případně hruška) a možnosti rýt ve všech směrech. Dlouhou dobu byla tato technika užívána jako reprodukční a až do vynálezu fotografické reprodukce na kovovém štočku byla hlavním prostředkem pro tisk knižních a časopiseckých ilustrací.
Dřevoryt je obvykle výsledkem spolupráce malíře a často anonymního reprodukčního rytce, který kresbu převede do dřevorytu.

## Evropští dřevorytci – xylografové

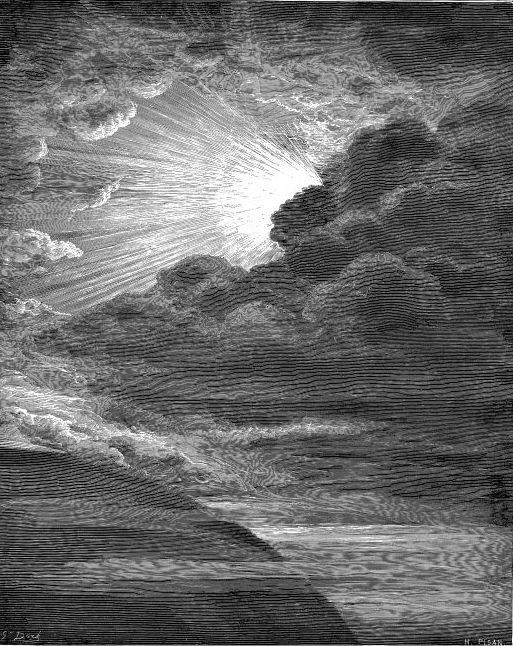
Bible: Stvoření světla, Héliodore Pisan podle Gustava Doré, Paříž 1866

### Francie
Pro známé ilustrátory (Honoré Daumier, Gustave Doré) pracovali rytci Henri Monier, Paul Gusman, Oisano, François a Stéphane Pannemakerové nebo Héliodore Pisan. Slavné ilustrace k Dantovu Peklu nebo k Bibli pro ně kreslil Gustav Doré. K obnovení zájmu o techniku dřevorytu a dřevořezu v Evropě přispěla popularita „znovuobjevených“ japonských dřevořezů v 19. století, které ovlivnily období secese dekorativními motivy, ornamentálností, plošností, kaligrafií, symbolikou a lineární zkratkou. Moderní umění využilo kontrastů černé a bílé s vynecháním přechodových polostínů a celkovou plošnost zobrazení. Dřevorytem se zabývali ve Francii např. Félix Vallotton, Maurice Vlaminck, Alphonse Legros, Nor Edvard Munch nebo Čech František Kupka.

### Německo
Käthe Kollwitz a někteří expresionisté (Ernst Ludwig Kirchner, Franz Marc) nebo Emil Nolde.

### Rusko
Ivan J. Bilibin, I. N. Pavlov, V. A. Favorskij, A. I. Kravčenko, N. I. Piskarjov, P. N. Staronosov.

### Česko
K prvním českým xylografům patřili rytci z oficíny G. W. Medaua, dále František Šír, který prováděl předlohy malířů Antonína Machka či Josefa Mánesa. Quido Mánes byl zručným xylografem a prováděl touto technikou své vlastní obrazy. Předlohy Bedřicha Havránka prováděli Jan Jaš, Václav Mára, Josef Patočka nebo Jan Šimáně. Z dalších generací vynikli Jan Vilímek, František Bílek, František Kobliha, Jan Konůpek, Max Švabinský, Bohumír Jaroněk, Ferdiš Duša či Václav Mašek. V moderní době to byli Bohdan Lacina,Jan Rambousek, Olga Čechová, Jaroslav Lukavský. K nejvýznamnějším českým tvůrcům patřili Josef Váchal, Karel Vik a Zdeněk Mézl. První českou profesionální ženou-xylografkou se po studiu v Lipsku okolo roku 1875 stala Zdenka Brzorádová, následně působící v Mnichově.

## Technika dřevorytu
Malé fošny dřeva nařezané podélně ze středové části kmene se sklíží a znovu rozříznou v pravém úhlu k původnímu řezu. Slepí se tak aby tvořily pevnou soustavu odolnou vůči zkroucení. Z takto vytvořeného hranolu se nařežou destičky napříč dřevním vláknům, jejich povrch se zbrousí a vyleští. Tím vznikne dřevěný štoček neboli tisková matrice. Pro tyto účely je vhodné tvrdé dřevo: zimostráz, hruška, švestka, jabloň nebo v nouzi buk. Zimostrázové dřevo je natolik hutné, že tvrdostí předčí mědirytovou desku a blíží se oceli. Vzhledem k mělkosti rytí nehrozí nebezpečí odlomení tisknoucích linií a k tisku je možno užít i ručního lisu. Moderní náhražky jako akrylátové sklo, novodur a tvrzený polystyren nemohou dřevo plně nahradit, protože při rytí zůstávají v desce štěpiny.
K rytí je potřeba mít speciální xylografická rydla, vyrobená ze zakalené oceli. Hloubka vrypu je cca 1 mm, přičemž matrice je volně ložená na stole. Při rytí větších ploch je třeba chránit kresbu před setřením, např. papírovou šablonou s malým okénkem. Pro vybírání větších ploch si rytec pomáhá užitím tzv. můstku – zaoblené dřevěné tyčinky o průměru 1–1,5 cm, podlepené tenkou kůží, která slouží jako opora pro dolní hranu čepele rýtka. Destička umožňuje rytí v jakémkoli směru a dovoluje zachytit i velmi jemnou kresbu, přetínání linií, husté šrafování, zachycení drobných detailů i modulaci objemů. Ostrost a jemnost linií nebo lineární skos, kterými se dřevoryt liší od dřevořezu, lze rozeznat již při malém zvětšení (25×).
Pro dobrou kvalitu tisku je třeba zvolit správnou hustotu barvy a méně hladký papír, aby nedošlo k vytlačení barvy mimo tisknoucí linie a zalepení tenkých bílých čar. Vícebarevné dřevoryty vznikají ručním kolorováním, místním nanášením barvy nebo soutiskem z více desek.
Faksimilový dřevoryt: takto se označuje přímé rytí přesné a stranově převrácené kresby na dřevěném štočku.
Tónový dřevoryt: volný převod tónových hodnot předlohy (kopírování lavírovaných nebo tušových kreseb). Jde o vystižení modelace a tónování originálu pomocí jemné šrafury nebo vypichováním bodů.
Fotoxylografie: označuje fotomechanickou metodu přenosu obrazu na dřevěnou destičku. Deska se upraví emulzí bílku v destilované vodě s přídavkem čpavku, zapráší bělobou a po zaschnutí přetře roztokem želatiny s kamencem chromitým. Senzibilizační roztok tvoří dusičnan stříbrný. Negativ se přiloží na desku a exponuje světlem, ustálí a fixuje acetonovým lakem.
Mässerova deska: Pro menší formáty je možné nahradit drahý dřevěný materiál křídovou (Mässerovou) deskou. Ta je vyrobena z 1,5–2 mm vrstvy plavené křídy pojené rybím klihem a nanesené na karton, nalepený na tvrdou dřevěnou podložku. Křída je měkčí a při zpracování lze kromě rýtek užít i rycí jehly. Hotovou rytinu je nutno zpevnit roztokem šelaku.
Kovoryt a kovořez: stará technika tisku z výšky užitá roku 764 v Japonsku k tisku buddhistických textů. Bylo užito měděných destiček, z nichž bylo odřezáno okolí písma a tiskly se z výšky.
Olovoryt: alternativní technika tisku z výšky. Měkká slitina olova s 10 % antimonu a 5 % cínu se snadno odrývá dřevoryteckým rýtkem a dlátkem s půlkruhovým průřezem. Opravy se provádí slitinou olova a cínu (1:1). Některé barvy ve styku s olovem černají, proto je třeba povrch odmastit a natřít šelakem, případně pomědit, poniklovat nebo poocelit.

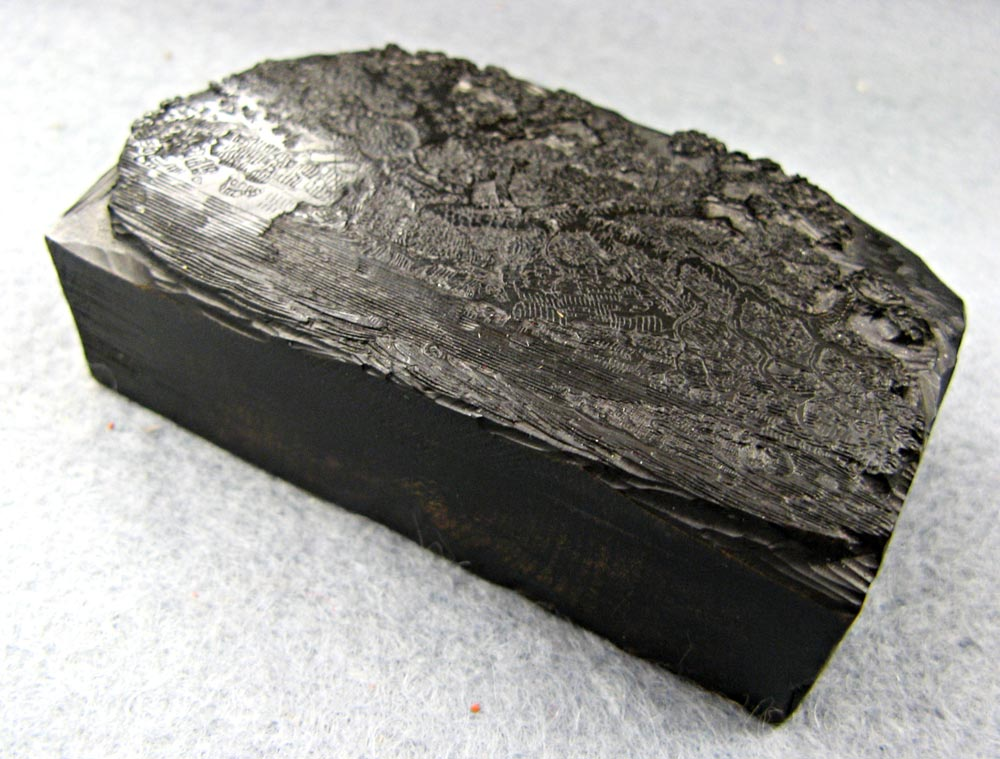
Originální dřevoryt Thomase Bewicka. Je vyroben pro tisk z výšky, takže lze vytisknout spolu s textem.
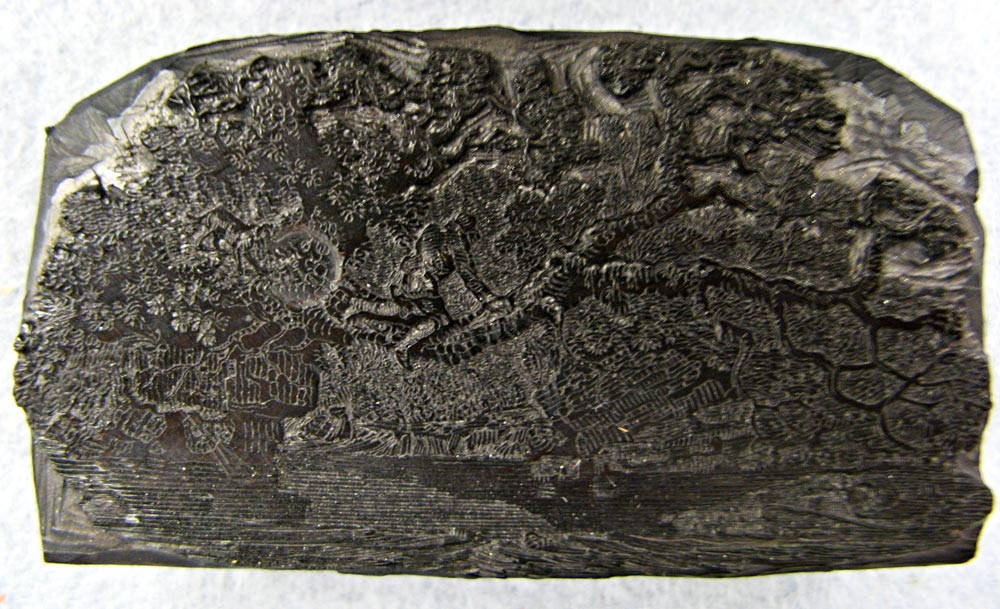
Tentýž kus dřeva při pohledu shora. V levé části je viditelné opravené poškození mezi postavou a psem.
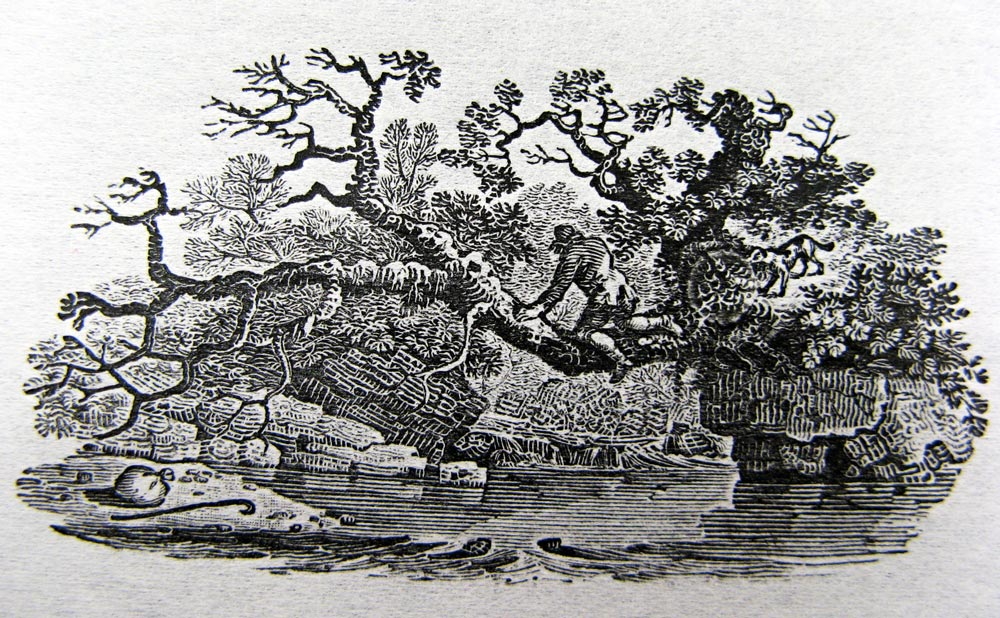
Výsledný tisk. Kruhové poškození je vpravo stále patrné.

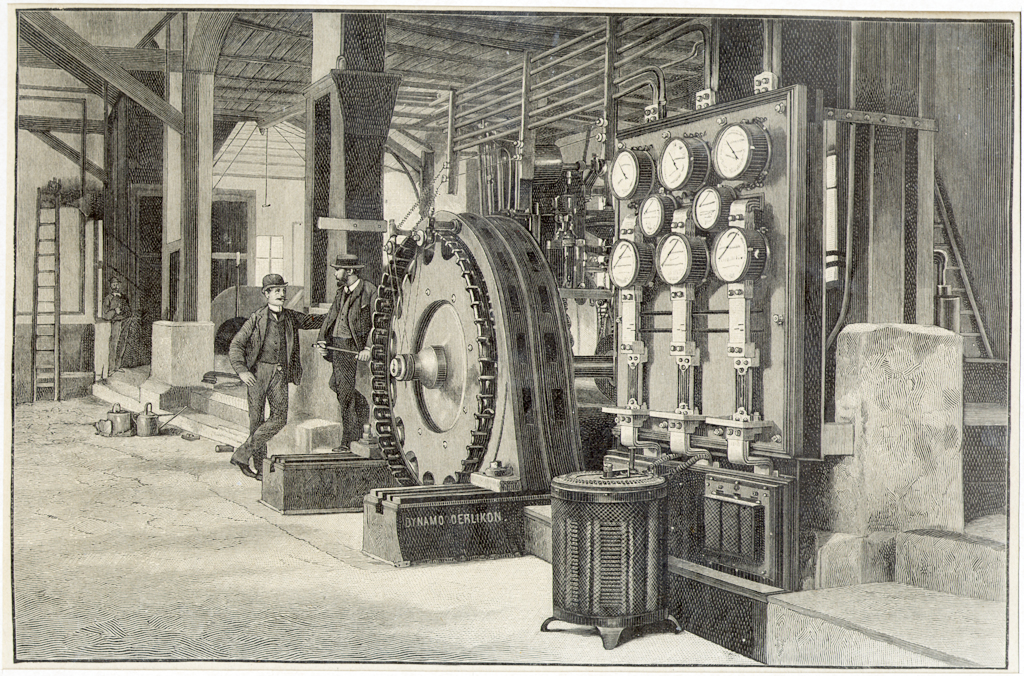
Dřevoryt podle fotografické předlohy generátoru v Lauffen am Neckar, který byl instalován v roce 1891 na mezinárodní elektrotechnické výstavě ve Frankfurtu
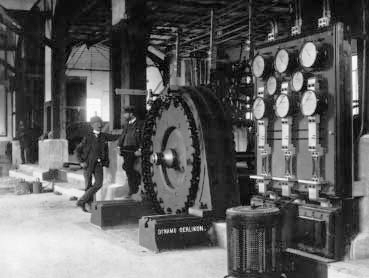
Fotografická předloha k předchozímu dřevorytu